# Bill Phillips
William Warren Phillips, detto Bill (Nizza, 18 marzo 1979), è un ex cestista francese con cittadinanza statunitense, professionista in Europa.